# Cámara de vacío térmico

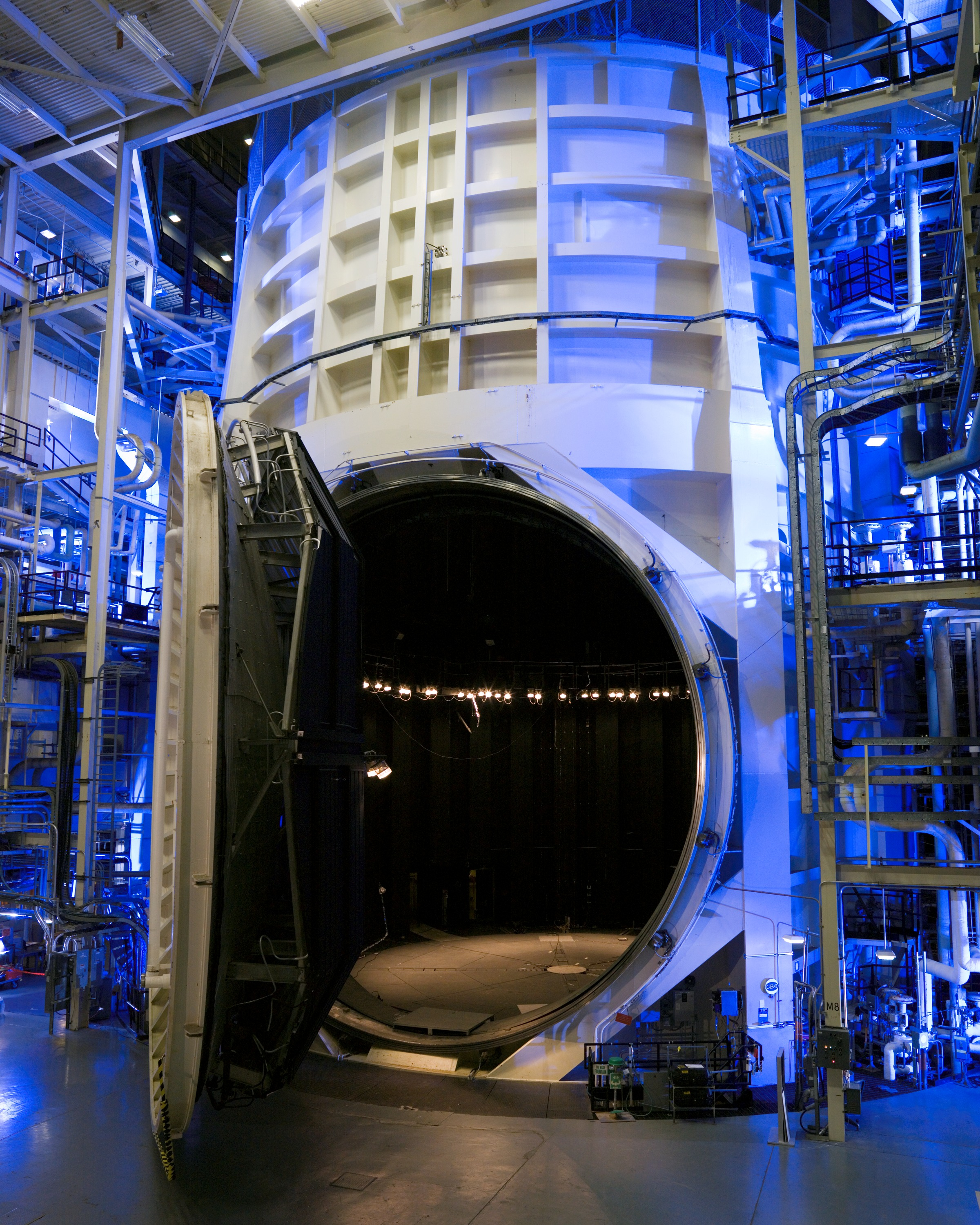
Cámara de pruebas de vacío térmico A (con la puerta abierta) en el Edificio 32 del Centro Espacial Johnson de la NASA.

Una cámara de vacío térmico es una cámara de vacío en la cual se controla la temperatura en su interior, ya sea por medios radiactivos, o por conducción térmica ya que en vacío la transmisión de calor por convección es nula o despreciable.
Normalmente, el ambiente térmico se consigue haciendo pasar líquidos o fluidos a través de cubiertas térmicas para conseguir temperaturas frías, o mediante la aplicación de lámparas térmicas para conseguir altas temperaturas.
Las cámaras de vacío térmico se utilizan con frecuencia en las pruebas de naves espaciales o partes de ellas en un entorno espacial simulado, razón por la cual con frecuencia se denominan simuladores espaciales.